# Guerra entre Perú y Bolivia
La guerra entre Perú y Bolivia, denominada también como guerra peruano-boliviana, fue un enfrentamiento bélico entre Perú y Bolivia que se libró entre los años 1841 y 1842.
En 1841, Agustín Gamarra, presidente del Perú, puso a la práctica su plan de anexar Bolivia, aunque adujo que su propósito era acabar con los partidarios del antiguo Protector de la Confederación Perú-boliviana, Andrés de Santa Cruz, quienes todavía actuaban en Bolivia, amenazando la tranquilidad del Estado peruano. El Ejército del Perú invadió territorio boliviano hasta llegar a La Paz, pero fue derrotado en la batalla de Ingavi, el 18 de noviembre de 1841, perdiendo incluso la vida el presidente peruano en el campo de batalla. 
El Ejército de Bolivia, al mando del general José Ballivián, pasó a la ofensiva y ocupó las provincias peruanas de Puno, Tarapacá, Tacna, Arica y por muy corto tiempo, Moquegua. En toda esa zona sur del Perú se organizaron guerrillas y montoneras que infligieron una serie de derrotas a las tropas bolivianas, que se vieron obligadas a volver a su territorio.
El desalojo de las tropas bolivianas en el sur del Perú se logró por la mayor disponibilidad de recursos materiales y humanos del Perú. Al final de la contienda se firmó el Tratado de Puno el 7 de junio de 1842.

## Antecedentes
Después de la estrepitosa caída de la Confederación Perú-Boliviana en 1839, el entonces Presidente del Perú Agustín Gamarra quiso evitar a toda costa que el mariscal boliviano Andrés de Santa Cruz retornara nuevamente a Bolivia y retomara el poder, pues lo veía como un grave peligro para la existencia misma del Perú como república unitaria. 

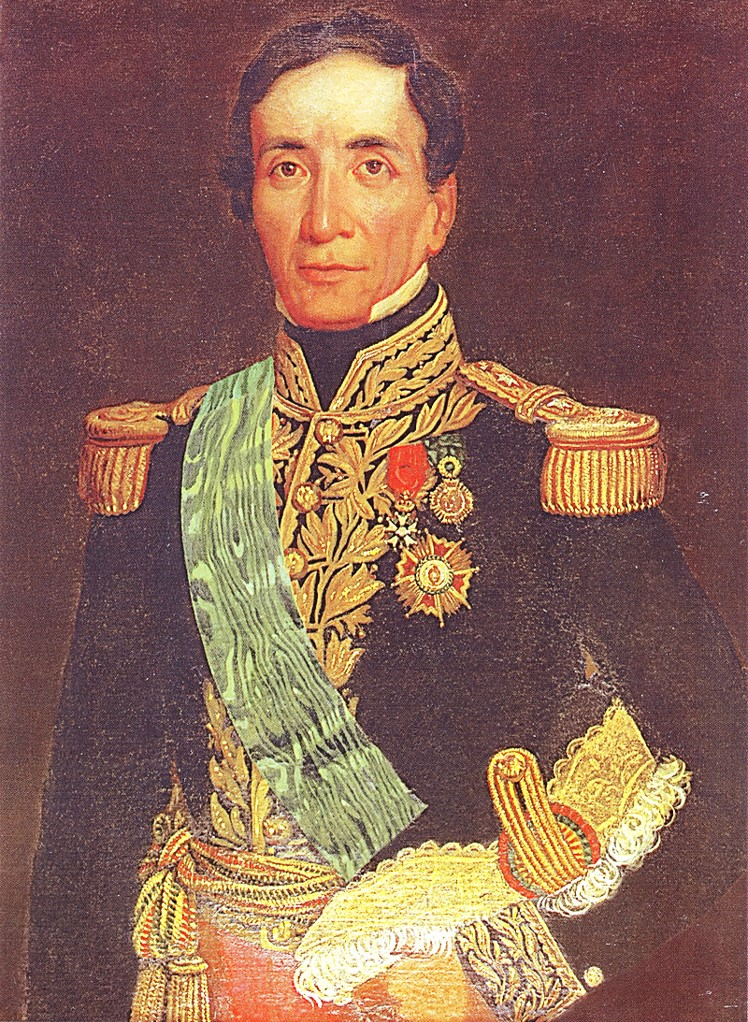
El gran mariscal de Zepita Andrés de Santa Cruz y Calahumana (1792-1865), Protector de la Confederación Perú-Boliviana desde 1836 hasta 1839, luego de su derrota y exilio continuó intrigando para recuperar su poder, siendo ello una de las causas de la guerra.

Ya con la definitiva derrota de las tropas "crucistas" o seguidores de Santa Cruz en la Batalla de Yungay, en Bolivia se había reunido una asamblea constituyente que proclamó al general José Miguel de Velasco como nuevo presidente de Bolivia. Para salvar su vida, Santa Cruz decidió salir del país y se autoexilió en la ciudad de Guayaquil en Ecuador, desde donde siguió fomentando intrigas contra los gobiernos de Perú y Bolivia.
Hombre honrado, pero de limitados alcances, Velasco tuvo que enfrentar múltiples sublevaciones militares, excitadas principalmente por Santa Cruz. Otro de sus rivales fue el general José Ballivián, que en un principio lo apoyó, pero luego se enemistó con él al no ser elegido como vicepresidente de Bolivia. Ballivián planeó entonces realizar un levantamiento militar contra el gobierno de Velasco.
Aprovechando el descontento de los militares bolivianos "crucistas", Ballivián logró convencer a estos de realizar una rebelión contra el gobierno, logrando de esa manera reunir a más de 3000 hombres para su cometido. Sin embargo, esta rebelión militar fracasó debido a que el coronel Narciso Irigoyen lo traicionó a último momento pasándose al bando gubernamental. Viéndose en clara desventaja frente a la superioridad de las tropas del Ejército de Bolivia y para no provocar más derramamiento de sangre, Ballivián decidió entonces entregar sus pocas tropas al gobierno sin disparar un solo tiro.
Ballivián decidió salir de Bolivia el 21 de julio de 1839, autoexiliándose en el Perú. Pero no fue a la ciudad de Lima ya que no quería estar muy lejos de su patria y por eso eligió a la ciudad de Puno (muy cerca a Bolivia), en donde vivió por alrededor de dos años hasta septiembre de 1841. Ballivián era desde hacía muchos años muy amigo de Agustín Gamarra y también compartían las mismas ideas, pues ambos rechazaban rotundamente el retorno de Santa Cruz a Bolivia.
En el Perú se desató la alarma ante las intrigas que Santa Cruz, desde el Ecuador, alentaba tanto en Perú como en Bolivia con el propósito de facilitar su retorno. Esas intrigas se vincularon con las expediciones venidas desde Ecuador y que llegaron a Piura bajo el mando de Angulo y Céspedes. Fue por ese motivo que el Consejo de Estado Peruano declaró a la patria en peligro y autorizó la guerra contra Santa Cruz «hasta obtener seguridades de que no sufrirán detrimento la tranquilidad, independencia, unidad y libertad de la República Peruana» (6 de julio de 1841). Cabe señalar que la declaratoria de guerra formal de Perú a Bolivia se daría meses después, el 27 de diciembre de ese año, o sea, después de la batalla de Ingavi.
Fue entonces que el presidente Gamarra, para prevenir un posible retorno de Santa Cruz a Bolivia, tomó contacto con el general Ballivián y ambos se pusieron de acuerdo. El plan concebido era que, con ayuda del ejército peruano, Ballivián tomaría el poer en Bolivia y solo así acabaría con los crucistas. 
En 1841, en Bolivia se vivía una total anarquía y caos ya que existían tres gobiernos. Gamarra aprovechó esta situación y ordenó a las tropas de Ejército del Perú que se concentraran en la ciudad de Puno con la intención de invadir Bolivia.    
Unos cinco días después y estando ya en la población de Tiahuanaco, Ballivián, junto a algunos de sus seguidores más, se autoproclamó como el nuevo Presidente de Bolivia el 27 de septiembre de 1841. Ante la inminente invasión peruana a Bolivia, la opinión pública boliviana de esa época empezó a ver Ballivián como "El Salvador" de Bolivia y todo el país se unió en torno a su figura.

## Invasión peruana a Bolivia
La guerra tuvo un primer frente marítimo, en Cobija, pues ya desde marzo el Prefecto de Moquegua, Manuel de Mendiburu, había indicado por carta al Ministro de Gobierno y Relaciones Exteriores la necesidad de tomar medidas para evitar que Santa Cruz regresase a Bolivia; pedía no sólo tropas en su departamento sino un buque de guerra en Arica. El 21 de julio de 1841 por decreto prefectural ordenó impedir por la fuerza el desembarco del Mariscal Santa Cruz, en cumplimiento de la ley de 21 de setiembre de 1839, que facultaba a tomar a Santa Cruz vivo o muerto en territorio peruano. En consecuencia, reunió y luego embarcó cuanta tropa pudo conseguir en Arica y es así como el 7 de septiembre de 1841 la barca de guerra Limeña llegó a Cobija, donde el coronel Carlos Lagomarsino notificó al Gobernador de dicha localidad su intención de desembarcar. Las tropas, dos compañías de infantería, una de bolivianos ballivianistas y otra del Ejército peruano, empezaron a desembarcar al día siguiente con el beneplácito de las autoridades bolivianas. Posteriormente, el bergantín de guerra peruano Constitución, salido de Arica el 28 de setiembre, llegó a Cobija en los primeros días de octubre. La operación fue de gran importancia ya que se evitó la llegada de Andrés de Santa Cruz. El caudillo ya se había embarcado en Guayaquil en el barco Ludomilia y después de varias infructuosas tentativas se vio obligado a regresar a su lugar de partida.

### Ocupación peruana de La Paz

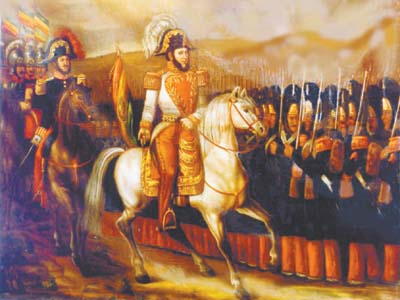
Cuadro de pintura del joven mariscal de 36 años de edad y Presidente de Bolivia José Ballivián Segurola (1805-1852) junto a sus generales en el campo de batalla, pasando la última revista (inspección) a las tropas del Ejército de Bolivia solo pocos minutos antes del comienzo de la terrible batalla de Ingavi en donde se enfrentaron sangrientamente peruanos y bolivianos.

El 1 de octubre de 1841 Ballivián ingresó a la ciudad de La Paz, desde donde envió una carta al presidente peruano Gamarra señalando que no existía motivo para un conflicto entre ambas naciones, y que estaba dispuesto a establecer un tratado de paz. Sin embargo un día después, el 2 de octubre, Gamarra a la cabeza del Ejército peruano, invadía Bolivia desde Puno, bordeando el norte del lago Titicaca, ingresando a Huaycho, pasando por Carabuco, Ancoraimes y Achacachi, para así llegar a La Paz. 
En Ancoraimes  Gamarra respondió a la carta de Ballivián recordándole el pacto entre ambos y que por tal motivo no había razón para detener la invasión. Ballivián reaccionó enviando una comisión conformada por Dámaso Bilbao la Vieja y Martín Cardón para que se entrevistara con Gamarra y le presentara una protesta sobre su invasión en Bolivia. La comisión no tuvo éxito alguno.
Desengañado Ballivián, se dirigió a su cuartel en Laja donde estaba reclutando fuerzas para su tropa, y realizó una proclama el 7 de octubre convocando a todos los bolivianos. El 8 de octubre, Velasco, previo a enterarse de la proclama y consciente del peligro de la invasión peruana, decidió enviar a gran parte del Ejército del Sur —constituida en su mayoría por caballería— a Ballivián por estar más cerca de Gamarra, junto a una carta que señalaba que él «no será el Orbegoso de Bolivia» (aludiendo al presidente peruano Luis José de Orbegoso, quien, cuando se produjo la invasión boliviana al Perú de 1835, se alió con Santa Cruz). 
En los siguientes días Ballivián movió su ejército entre Huarina, Achacachi y Ventilla, cambiando constantemente de posición según los movimientos del Ejército peruano. El 9 de octubre mientras el Ejército peruano se dirigía a tomar Huarina, dos indígenas observaron el avance peruano y dieron aviso a los vigías de Ballivián, el comandante Juan José Pérez y el teniente coronel Mariano León, quienes estaban encargados de observar al jefe del Estado Mayor peruano. Estos se adelantaron con sus tropas, capturaron al oficial peruano y lo condujeron al cuartel de Pucarani, secuestrando así distintos documentos sobre las fuerzas militares y sus tácticas.
El Ejército peruano siguió avanzando hacia el sur, obligando a las fuerzas bolivianas a retroceder hasta Calamarca. Se dio la toma de Chonchocoro el 14 de octubre y al día siguiente el combate de Ventilla, en el que cuatro oficiales fueron capturados. El día 19 Gamarra tomó Collpani y el 20 marchó hacia La Paz y la tomó sin combate alguno, estableciendo un campamento en las afueras. 
Paralelamente continuaron las negociaciones entre representantes de ambos países. El 21 de octubre, los plenipotenciarios José Gregorio Paz Soldán (Perú) y Andrés Quintela (Bolivia) acordaron en principio un armisticio de treinta días, mientras permanecía ocupada el departamento de La Paz por el ejército peruano, exceptuando la ciudad de La Paz, que se declararía neutral, sin perjuicio de la presencia en ella del presidente peruano, y hasta la firma de la paz definitiva.
Las autoridades locales y funcionarios afines a Ballivián abandonaron La Paz y se refugiaron en Mecapaca. Gamarra ordenó a un contingente perseguirlos, mientras que Ballivián envío a otro contingente para defenderlos. La columna peruana, al mando del coronel Miguel de San Román, ocupó el pueblo de Mecapaca. Fue entonces atacada por sorpresa por el Batallón 5.º y un destacamento de coraceros bolivianos, el día 21 de octubre. Se libró así el combate de Mecapaca en donde las tropas bolivianas salieron derrotadas, dándose a la fuga a toda velocidad y en desorden. Ese mismo día una multitud tomó por asalto el hospital paceño donde se encontraban los heridos y enfermos del Ejército Peruano, generando más muertos que los producidos hasta ese momento en la contienda.
El triunfo de Mecapaca envalentonó a Gamarra, quien, en las negociaciones para el armisticio, exigió a los bolivianos que reconocieran la ocupación total de La Paz, lo que no fue aceptado. Las negociaciones se cerraron el 26 de octubre, sin llegar a ningún acuerdo. Ese mismo día Gamarra posesionó a un prefecto en el departamento de La Paz para consumar la anexión al Perú; también se eligieron a distintas autoridades, todas llegadas desde Cuzco.
Los peruanos abandonaron su plan de avanzar hacia Oruro y decidieron establecer sus cuarteles de invierno en las inmediaciones de La Paz.
Durante la ocupación peruana de La Paz, existieron dos partidos en la población paceña, unos a favor de la ocupación y otros que se negaban a ella, dificultando la colaboración con Ejército peruano. Un grupo de mujeres, en las que se encontraban la hermana (Josefa) y la madre del presidente Ballivián, entregaron un cargamento de peras a los peruanos, siendo que estas frutas se encontraban contaminadas, provocando una epidemia entre el Ejército peruano.[cita requerida] Gamarra ordenó entonces apresar a la hermana y a la madre de Ballivián, junto con otras señoras paceñas, siendo todas ellas enviadas al Perú. Decidió también abandonar la ciudad, dejando solo un pequeño contingente en ella.

### Batalla de Ingavi

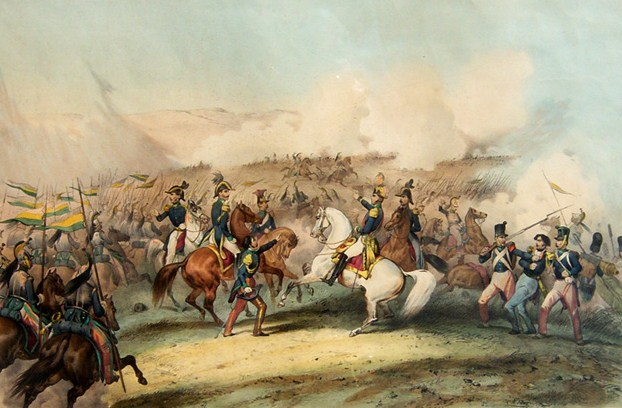
Batalla de Ingavi

La batalla de Ingavi acaeció el 18 de noviembre de 1841 en la localidad de Viacha, provincia de Ingavi, Bolivia. Allí se enfrentaron las tropas bolivianas al mando de José Ballivián con las tropas peruanas al mando de Agustín Gamarra. Los bolivianos obtuvieron la victoria.
El terreno de Ingavi es una llanura rodeada de altos cerros y de un pantano. La noche anterior a la batalla había llovido y se hizo muy difícil la disposición adecuada de las tropas peruanas. Antes de la batalla, el ejército peruano tenía como comandante en jefe a Ramón Castilla y como director de operaciones al presidente Gamarra. En vista de que algunos jefes mostraron su disconformidad con la designación de Castilla, Gamarra decidió quedarse con el cargo de general en jefe, y convenció a Castilla para que aceptara el mando de la caballería, en tanto que el general Miguel San Román tomaba el mando de la infantería.
Ballivián, reforzado con fuerzas venidas de Potosí, salió al encuentro de Gamarra. Sus tropas contaban con una ventaja: llevaban fusiles hannoverianos de doble acción, que disparaban al mismo tiempo pequeñas balas esféricas, haciendo un fuego graneado que causaban efectos destructivos. Pese a la leve inferioridad numérica de sus fuerzas, Ballivián las desplegó en la llanura de Ingavi, preparándose para el encuentro.
Las tropas de Gamarra contaban con 23 jefes, 235 oficiales y 5119 soldados. Las fuerzas bolivianas las integraban 40 jefes, 320 oficiales y 4000 soldados. Pero, según el historiador Rubén Vargas Ugarte, esta superioridad numérica del ejército peruano era ficticia, pues descontando los enfermos y desertores, ambas fuerzas estaban prácticamente equilibradas.
El 18 de noviembre de 1841 se libró la batalla. Se dice que Gamarra, al ver que en el cielo destacaban los colores del arco iris, en tono de presagio dijo: «Si fuera romano aplazaría la batalla, porque miro reflejados en el cielo los colores de Bolivia». No obstante, ordenó el ataque. Se le atribuye también haber dicho en medio del fragor del combate: «Aquí es preciso morir».

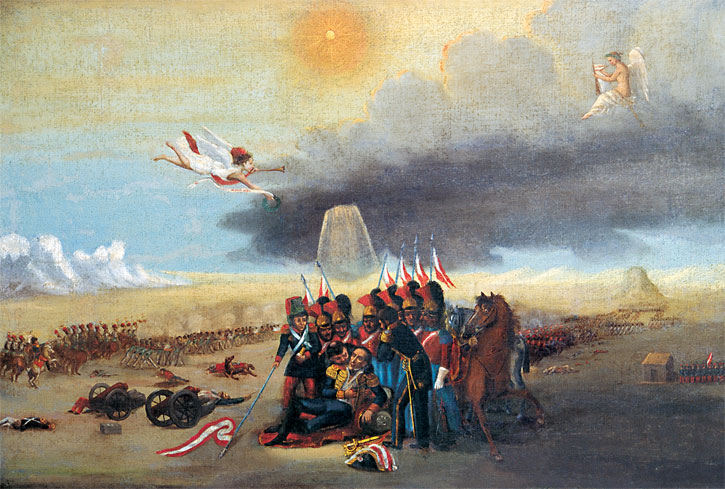
Representación alegórica de la batalla de Ingavi y la muerte del presidente peruano Agustín Gamarra. Óleo anónimo del Museo Nacional de Historia de Lima. Sala La República.

La batalla duró solo apenas 50 minutos. La derrota peruana se consumó debido a diversas circunstancias, entre ellas: 
- La relativa superioridad que los fusiles hannoverianos, traídos de Europa, concedieron a los bolivianos. El mismo Gamarra reconoció no haber visto nunca en su vida militar fuego tan graneado.[24]
- La indisciplina y el divisionismo que imperaba en el ejército peruano, que se atribuye a las rivalidades políticas.[25][26]
- La muerte del presidente y general Agustín Gamarra. Al frente de unos cuantos batallones, Gamarra intentó temerariamente contener la retirada de los suyos, pero cayó mortalmente herido. Según el testimonio de Castilla, sufrió dos disparos: una le dio en la parte interior del hombro derecho y otra en el cuello del mismo lado.[27] Su muerte causó desmoralización entre sus hombres, que se desbandaron. Aunque Castilla, que le sucedió en el mando, intentó sostener la lucha, finalmente fue rodeado por los soldados bolivianos y capturado.[28][17]
- La retirada del general Miguel de San Román. Este interpretó equivocadamente una orden y se retiró del campo de batalla con dos batallones, creyendo que se había ordenado una retirada estratégica, cuando en realidad la orden era colocar la caballería en forma de que resguardase la línea de retirada.[17] [29] Para colmo, en su retirada por el Desaguadero, San Román hizo cortar el puente a fin de evitar la persecución del enemigo, lo que a la vez impidió la huida del resto de soldados peruanos.[30]

Una nota deplorable fue la profanación del cadáver del presidente Gamarra por parte de los vencedores. Ballivián ordenó la erección de una columna conmemorativa en Ingavi, en cuya base debía estar el cadáver del presidente peruano; la columna contenía inscripciones altisonantes contra el Perú. Todo ello se sumaba al asesinato de muchos soldados peruanos ya rendidos; el resto fue tomado prisionero. Castilla sufrió también maltratos vejatorios mientras duró su presidio en Bolivia.
La victoria dio a Ballivián y al Ejército boliviano la oportunidad de contraatacar e invadir territorio peruano, acercándose al Cuzco y amenazando con buscar la anexión del puerto de Arica. Las tropas bolivianas ocuparon las provincias de Tacna, Arica y Tarapacá.

## Invasión boliviana al Perú

### Ocupación boliviana del sur del Perú

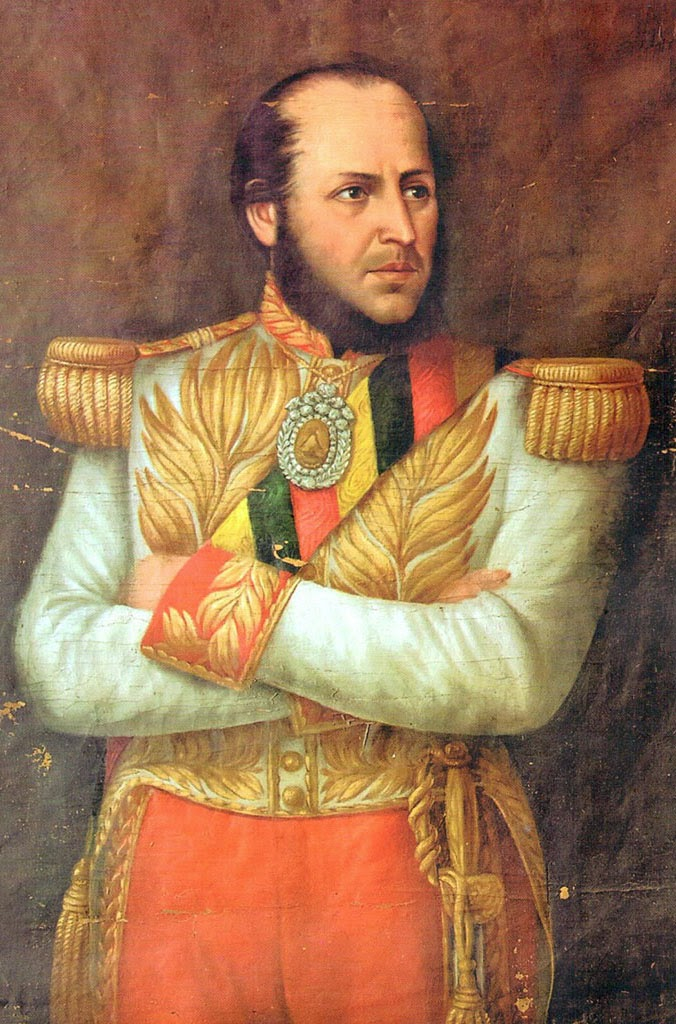
Presidente de Bolivia José Ballivián Segurola (1805-1852), a sus 36 años de edad, lideró personalmente a las tropas del Ejército de Bolivia durante la Batalla de Ingavi.

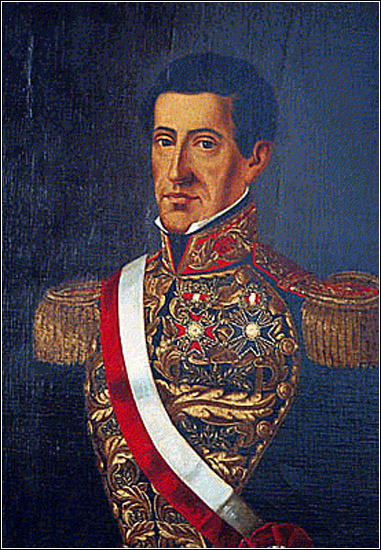
Presidente del Perú Agustín Gamarra Mesía (1785-1841), a sus 56 años de edad, lideró personalmente a las tropas del Ejército del Perú durante la Batalla de Ingavi.

Después de la batalla de Ingavi, entre diciembre de 1841 y de enero del siguiente año, tropas de la Segunda División boliviana al mando del general Ballivián ocuparon el Perú desde Moquegua hasta Tarapacá. Se abrieron entonces diversos frentes de lucha en el sur peruano.
El 9 de diciembre de 1841, un regimiento al mando del coronel Rodríguez Magariños ocupó Tacna; otro al mando del coronel Bernardo Rojas ocupó Arica; y otro al mando del coronel José María García ocupó Tarapacá, mientras las fuerzas de José Ballivián ocupaban Moquegua y Puno.

### Resistencia y contraataque peruano
En Lima, el gobierno provisorio de Manuel Menéndez decidió continuar la guerra contra Bolivia, desechando así los consejos de algunos para que hiciera la paz.

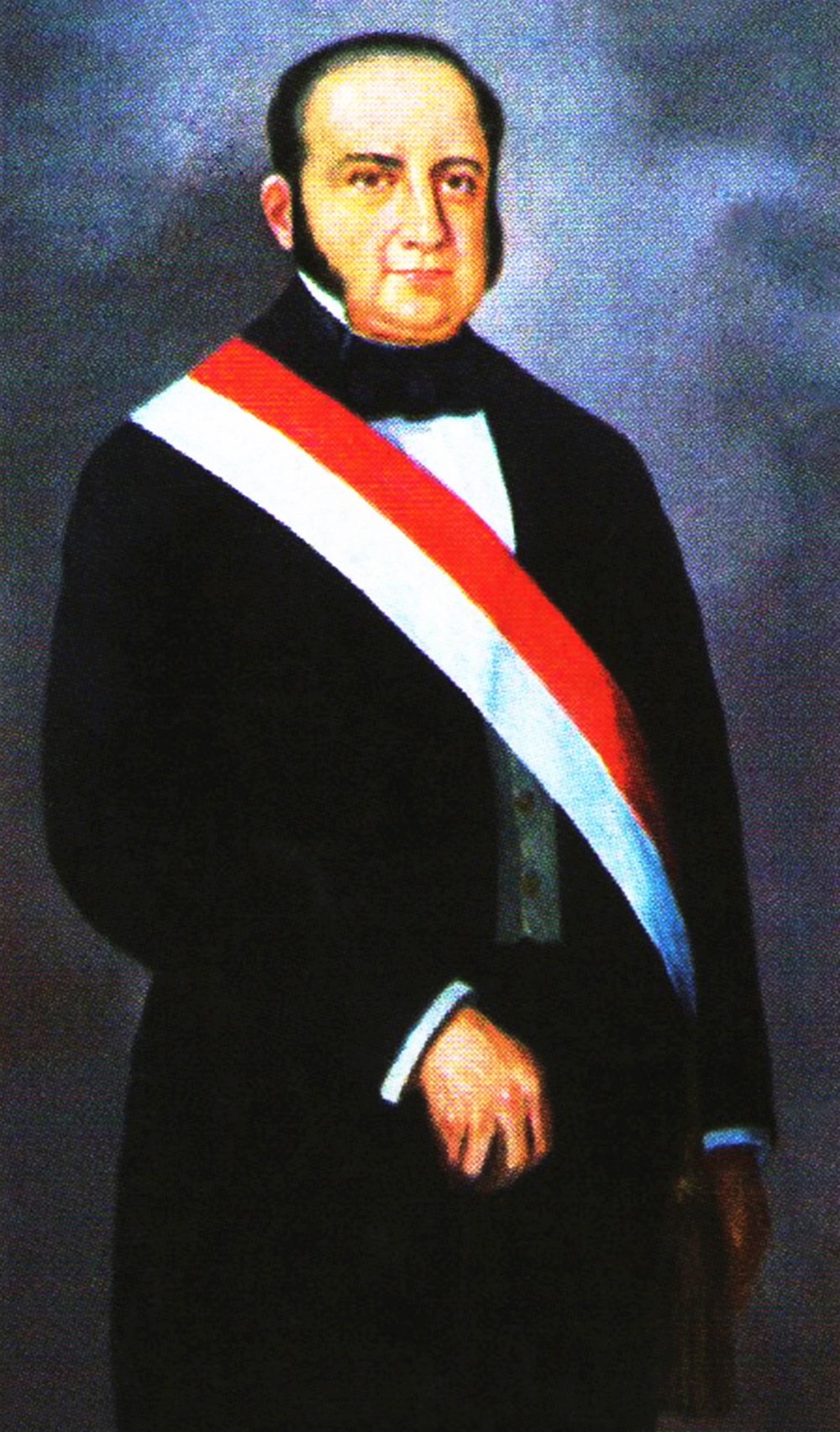
El presidente del Perú, señor Manuel Menéndez, sucesor de Gamarra, decidió continuar la guerra contra Bolivia, pese al revés de Ingavi.

El coronel Manuel de Mendiburu, quien era prefecto del departamento de Moquegua (que entonces abarcaba Tacna, Arica y Tarapacá) y comandante militar del Sur, retornó de Lima para organizar la resistencia peruana, estableciendo su base en Camiara, en el interior de la provincia de Tacna.
Contando con dicho apoyo, el ariqueño Juan Bautista Ramos, mayor del ejército del Perú, organizó una guerrilla con los vecinos de Azapa, enfrentando y derrotando a las fuerzas bolivianas de Bernardo Rojas en Arica, el 25 de diciembre de 1841.
En Locumba, localidad tacneña, Mendiburu también organizó fuerzas, de las que formaban parte Justo Arias y Aragüez y José Rosa Ara. En coordinación con el coronel Manuel Lavayen y el mayor Juan Bautista Ramos, todos ellos levantaron en Tacna tropas de guerrillas conformadas por soldados y campesinos peruanos, los cuales derrotaron a la compañía y unidades del coronel boliviano Manuel Rodríguez Magariños en el combate de los Altos de Chipe.
En Sama, otra circunscripción tacneña, el coronel Manuel Lavayén organizó también una tropa que logró derrotar a las fuerzas bolivianas en el batalla de Sama.
El Ejército boliviano no contaba con tropas suficientes para mantener la ocupación. Su plan de ocupar la provincia de Tarapacá fracasó igualmente. En la batalla de Tarapacá, montoneros peruanos formados por el mayor Juan Buendía, provenientes de Iquique, derrotaron el 7 de enero de 1842 al destacamento dirigido por el coronel boliviano José María García, quien murió en el enfrentamiento.
Todos esos reveses, así como el temor de que llegaran las tropas regulares peruanas desde el norte, obligaron a las tropas bolivianas a desocupar Tacna, Arica y Tarapacá entre enero y febrero de 1842, replegándose hacia Puno. El plan de Ballivián era avanzar desde allí sobre Cuzco, donde el general Miguel de San Román se hallaba reorganizando al Ejército peruano, pero ese plan no se concretó.
En Puno, la ciudadanía se organizó también en guerrillas para contratacar a las tropas bolivianas. Se libraron los combates de Motoni en marzo de 1842 y Orurillo en abril del mismo año, en las que las fuerzas bolivianas fueron derrotadas, viéndose obligadas a emprender su retirada del territorio peruano. Bolivia nuevamente sentía la amenaza de una invasión peruana.
Fueron la falta de recursos humanos y económicos, los que motivaron que la ocupación boliviana en el sur del Perú fracasara. Las tropas bolivianas sufrieron las derrotas sucesivas de Arica, Sama, Altos del Chipe, Tarapacá, Motoni y Orurillo.
En síntesis, se puede determinar que de las ocho batallas y combates importantes como el combate de Mecapaca, batalla de Ingavi, combate de Arica, batalla de Sama, Batalla de los Altos de Chipe, Batalla de Tarapacá (1842), combate de Motoni y el combate de Orurillo las fuerzas peruanas obtuvieron siete victorias sobre Bolivia en el campo de batalla; su única derrota fue en la batalla de Ingavi; a esto se suma que el puerto de Arica no pudo ser anexionado a Bolivia. Por lo tanto, pese al gran revés sufrido en Ingavi, el Perú a la larga no salió perjudicado y pudo contener el expansionismo boliviano, con la ayuda más que nada de su pueblo organizado en milicias y montoneras.

## Epílogo. Tratado de Puno
Finalizada la contienda, se firmó la paz en Ácora mediante el Tratado de Puno, el 7 de junio de 1842. Ambas partes convinieron en olvidar para siempre los motivos de la guerra; al gobierno de Bolivia se le obligó a evacuar las tropas restantes, ya que el gobierno Peruano no consentiría firmar un tratado mientras tropas enemigas ocupen su territorio; además, quedó cedido recíprocamente cualquier derecho a indemnizaciones por gastos de guerra.
Cesaron así las hostilidades entre los dos países vecinos. El ejército boliviano que había invadido el sur del Perú exaltado por su victoria en Ingavi, tuvo que retirarse luego de sufrir una serie de derrotas. Bolivia se comprometió además a retirar las injurias contra el Perú escritas en el monumento levantado en Ingavi, y a entregar los restos del presidente Gamarra al Perú.
Hecha la paz, Bolivia siguió sondeando la posibilidad de anexarse Arica y el sur peruano en general, territorio que era su salida natural al Océano Pacífico. Durante el proceso de la firma de la paz de 1842, el presidente boliviano José Ballivián había planteado la integración de Arica a Bolivia, estando dispuesto a pagar diez millones de pesos; sin embargo, su propósito fracasó.
Posteriormente, el deseo de Bolivia de incorporar los departamentos peruanos de Moquegua, Tacna y la costa de Arica sería nuevamente promovido por Ballivián en 1845 y 1846. Para tal efecto, en enero de 1845 envió a Lima al agente Domingo de Oro con el propósito de tomar contacto con los allegados de Santa Cruz y sondear la posibilidad de incorporar Tacna y la región del sur a Bolivia. Sin embargo, Domingo de Oro terminaría aconsejando a Ballivián que postergara este asunto, dada la animosidad que existía en ese momento entre ambos países y ante la inminente negativa del gobierno peruano de Ramón Castilla, que era enemigo personal del presidente boliviano.
El clima de tensión entre Lima y La Paz seguiría latente hasta 1847, año en que se hizo efectiva la firma de un Tratado de Paz y Comercio. No obstante, las disensiones fronterizas entre Bolivia y Perú continuarían a lo largo de décadas. En 1853 hubo una tensión que estuvo a punto de desatar una nueva guerra; la guerra civil peruana de 1854 evitó su estallido. Luego hubo otras tensiones, como la de 1870, azuzada por el presidente boliviano Mariano Melgarejo, enemigo del Perú. Paréntesis de esta animosidad mutua fue la guerra contra España de 1865-1866 y la guerra del Pacífico de 1879 a 1884 en la que ambos países se aliaron ante un enemigo común. Luego las tensiones limítrofes continuaron hasta la firma del Tratado Polo-Bustamante en 1909 y la Campaña del Manupiri en 1910.